# Glycinamide
Le glycinamide est un composé organique de formule H2NCH2C(O)NH2, amide dérivé de l'acide aminé glycine. Il se présente sous la forme d'une poudre blanche soluble dans l'eau. Il est préparé par traitement d'ester de glycine avec de l'ammoniaque. Il forme des complexes avec les métaux de transition. 
Le glycinamide est utilisé comme réactif pour la synthèse du glycinamide ribonucléotide, intermédiaire de synthèse des purines.
Le chlorhydrate de glycinamide fait partie des tampons de Good, avec un pKa d'environ 8,2 à 20 °C il présente un certain intérêt pour le maintien à des pH d'ordre physiologique.